# Comté de Sarrewerden
?–1793
Entités suivantes :
- District de Sarre-Union

Le comté de Sarrewerden ou de Nassau-Saarwerden fut terre d'Empire jusqu'à son rattachement à la France en 1793, dans les départements de la Moselle et de la Meurthe, puis finalement dans celui du Bas-Rhin.
Ses habitants parlent le francique rhénan.

## Géographie
Au milieu du XVIIIe siècle, Augustin Calmet donne le descriptif suivant : « Le Comté de Sarwerden est un petit Etat situé sur la Sâre, dans la Lorraine Allemande, entre la Seigneurie de Fenêtrange & le Comté de Bitche ».

## Fondation et successions dynastique
Ce comté relevait de l'évêque de Metz dès le douzième siècle et peut-être même avant. Les comtes de Sarrewerden demeurèrent dans la dépendance envers l'église de Metz jusqu'en 1397.

### Maison de Sarrewerden (Débutxiiesiècle-1397)
| Blason | Blasonnement : De sable à l'aigle bicéphale d'argent, becquée et membrée d'or, lampassée de gueules. Commentaires : Il s'agit du blason du comté de Sarrewerden; ces armes sont incluses dans certains blasons de la maison de Nassau. |

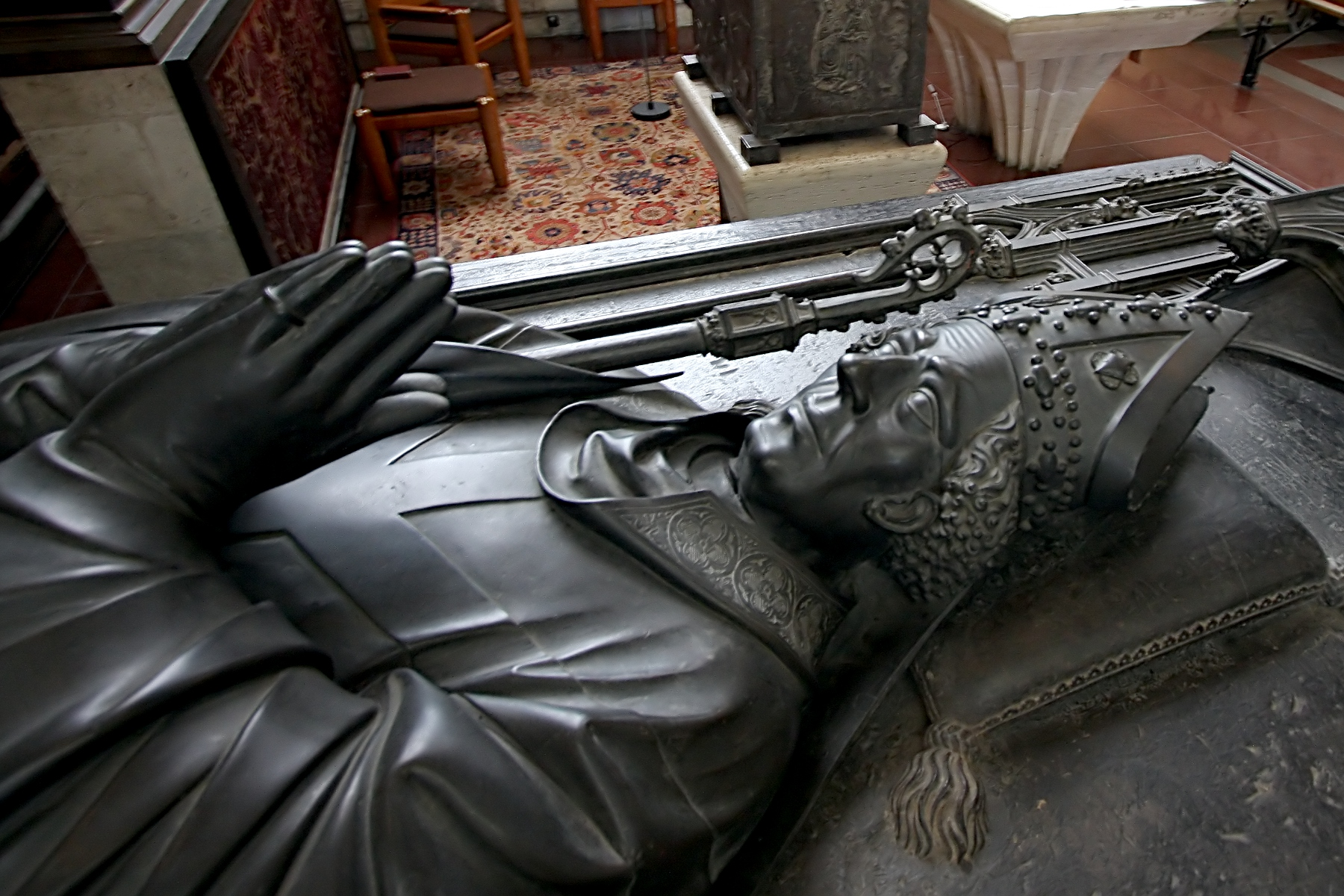
Gisant de Frédéric III († 1414) dans la cathédrale de Cologne.

Un château fort fut édifié à Sarrewerden par le premier comte connu, Frédéric I, dans la première moitié du XIIe siècle ; il aurait été édifié sur le site d'un établissement de bains romain. Le comte Frédéric I et son épouse Gertrude fondent en 1130 l'abbaye de Wörschweiler consacrée par le cardinal Mathieu évêque d'Albe.
Son fils Folmar I (1131/1166) lui succède vers l'an 1149. Peu après 1154, celui-ci fut impliqué dans une querelle sanglante avec le duc Mathieu Ier de Lorraine. Celui-ci assiégea Saarwerden, en détruisit les fortifications et enferma le comte Folmar au château de Lutzelbourg. Une fois libéré, Folmar entreprit la reconstruction des fortifications détruites.
Folmar Ier eut avec Étiennette (Stéphanie) de Montbéliard, deux fils, Louis Ier et Louis II. Ce dernier se joignit à l'empereur Frédéric Ier pour aller combattre en Italie. Il y fut blessé et mourut en Lombardie.
Louis Ier (1150/1200) succéda à son père Folmar avec la ferme intention de venger celui-ci du sac de la ville. Il alla mettre le siège devant la forteresse de Lutzelbourg mais Thierry de Lorraine attaqua Louis Ier, le fit prisonnier et le força à rendre la grande tour du château. Il ne fut relâché qu'après renonciation à ses prétentions.
Ayant épousé Gertrude de Dagsbourg, il en eut Louis III, Henri qui resta sans descendance et qui construisit le château de Kirkel ainsi que quatre filles dont une épousa Albert Johann de Siersberg.
Louis III (1182-1200/1259), marié avec Agnès de Deux Ponts, eut trois fils : Louis IV (1124/1243) décédé avant son père, Henri Ier (1228/1278) et Frédéric (1226?/1280) qui devint chanoine de Saint-Castor à Coblence.
Henri Ier (1228/1278) succéda à son père, abandonna le nom de Kirkel et laissa ce château à Jean Ier de Siersberg. De son mariage avec Élisabeth de Meisebourg, il eut Jean Ier, Nicolas, futur chanoine de Verdun et Agnès.
Jean Ier (1275/1310) épousa Ferriatte de Linange et eut Frédéric II, Jean et deux filles. Jean Ier se joignit à une grande armée de l'empereur Henri VII pour aller rétablir l'autorité impériale en Italie. Mail il mourut à Berne sans voir l'Italie.
Frédéric II (av 1317/av 1366) d'abord sous tutelle de sa mère, épousa Agnès de Salm et engendra Jean II. Il construisit un château à Lorentzen. En 1334, il eut un différend grave avec Henri, seigneur de Fénétrange, mais à cause des soutiens de ce dernier, le combat n'eut pas lieu. Il eut néanmoins des différends avec nombre de seigneurs voisins. Finalement, en 1343, il signa la Landfried "Commune Trêve de Lorraine" avec le roi de Bohème, le duc de Luxembourg, le duc de Lorraine, le duc de Bar, et plusieurs autres seigneurs afin de se défendre mutuellement contre toute horde étrangère.
Jean II, son fils, (av 1340/ av 1375) épousa Claire de Fénétrange. Il en eut Henri II, Frédéric III (qui devint archevêque-prince-électeur de Cologne, cf. infra), Agnès, Walburge et Hildegarde.
Henri II, associé à son père au gouvernement de ses biens, épousa Herzlande de Ribeauvillé. Celle-ci lui apporta le château de Hohenack, la vallée d'Orbey et les possessions allodiales de la maison de Rappolstein. Henri II ajouta à son nom le titre de seigneur de Rappolstein et de Hohenack. Henri II décéda vers 1397 après avoir eu la douleur de voir mourir tous ses enfants en bas âge. Son frère Frédéric III archevêque et sa sœur Waltrude consentirent à transmettre l'héritage à leur neveu Frédéric IV de Moers, fils de Walburge et de Frédéric III de Moers.
Frédéric III (Friedrich III von Saarwerden), né en 1348 à Sarrewerden et décédé le 9 avril 1414 au château de Poppelsdorf (actuellement un quartier de Bonn). Il fut archevêque de Cologne de 1370 à 1414. À la mort de son frère Henri II en 1397, Frédéric III dirigea temporairement le comté de Sarrewerden, avant d'en céder le gouvernement à son neveu Frédéric de Moers.

### Maison de Moers-Sarrewerden (1397-1527)

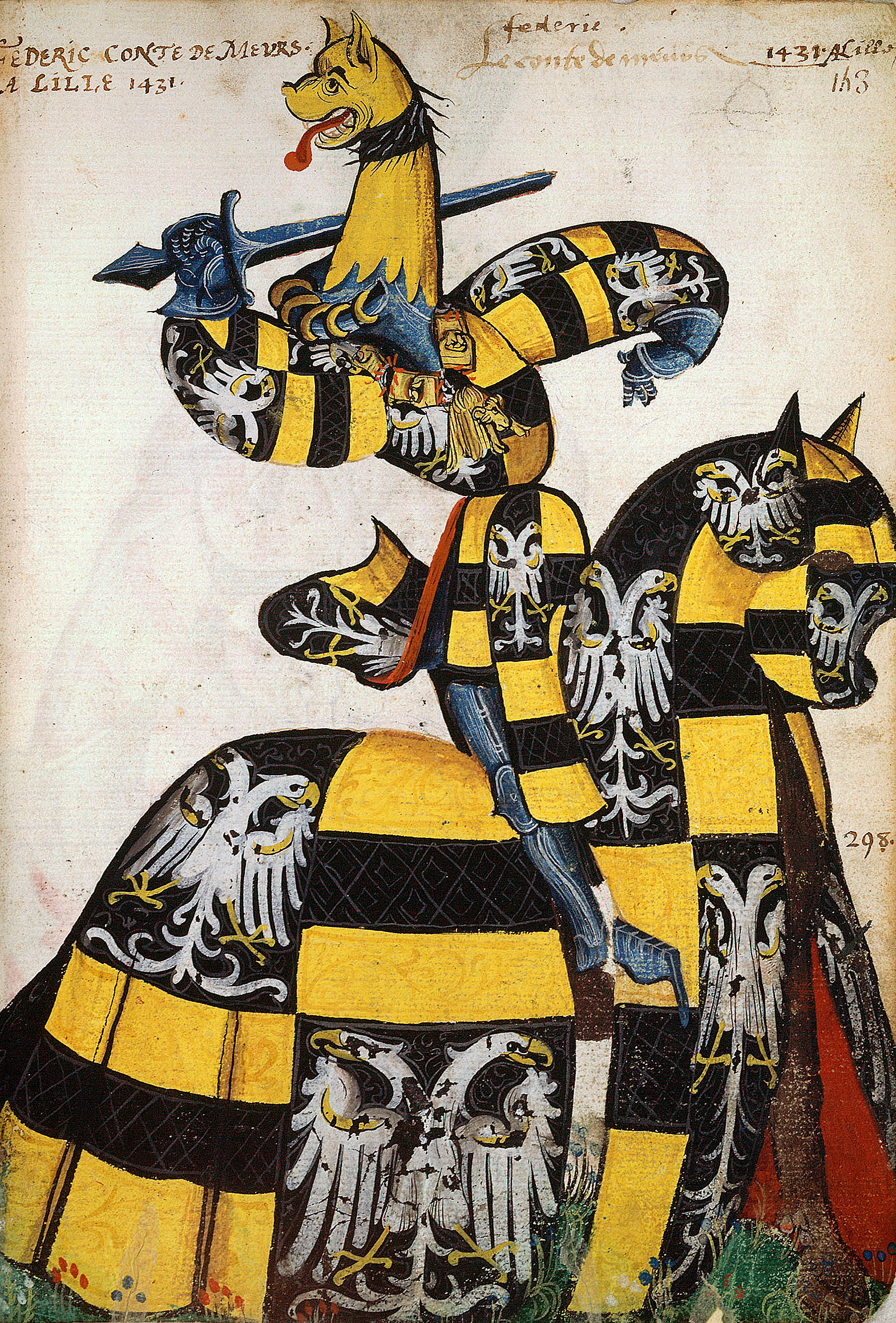
Frédéric IV comte de Moers et Sarrewerden

Frédéric de Moers, successeur d'Henri, ne put jouir tranquillement de ce comté, car Raoul de Coucy, qui gouverna l'Église de Metz de 1387 jusqu'en 1413, fit une ligue avec Charles II de Lorraine, Robert duc de Bar, et Édouard marquis du Pont, son fils, pour retirer par la force des armes le comté de Sarrewerden de ses mains. Car ce comté, qui était un fief masculin de l'évêché de Metz, devait y retourner par le décès du comte Henri, mort sans enfants. Malgré cette puissante ligue, Frédéric se maintint en possession du comté par le secours de l'archevêque de Cologne Frédéric III, son oncle.
À la mort de Frédéric en 1417, ses possessions furent partagées entre ses fils Frédéric et Jean : le comté de Moers alla à l'aîné, et le comté de Saarwerden au cadet, Jean.
- Jean de Moers, comte de Moers-Sarrewerden (1418-1431)
- Jacques Ier de Moers, comte de Moers-Sarrewerden (1431-1482)
- Nicolas de Moers, comte de Moers-Sarrewerden (1482-1491)
- Jean III, (1491-1505) et son frère Jacques II, co-comtes (en indivision)
- Catherine et son cousin Jean-Jacques (fils de Jacques II)

### Maison de Nassau-Sarrebruck (1527-1793)
Le comté passa ensuite à Jean-Louis de Nassau-Sarrebruck, époux de l'héritière Catherine, fille du co-comte Jean III.
La famille de Nassau y introduisit la Réforme protestante.

### Luttes et partages pendant les Temps modernes
Jean-Jacques de Sarrewerden mourut en 1527, dernier membre masculin de la famille. Le défunt n'ayant pas laissé de postérité masculine, le comté devait retourner à l'évêché de Metz.  Antoine II, duc de Lorraine et de Bar demanda l'investiture du comté de Saarwerden à Jean de Lorraine, évêque de Metz son frère, qui la lui accorda par lettres patentes le 26 septembre 1527. Un procès opposa ainsi les familles de Lorraine et de Nassau-Sarrebruck pendant plus d'un siècle, jusqu'au partage de 1629.
Ouvert aux différentes confessions réformées, le comté accueillit à partir de 1557 des réfugiés fuyant les persécutions religieuses du royaume de France et du duché de Lorraine. Sept villages furent connus dès lors comme « villages welsches » (romans) : Altwiller, Burbach, Diedendorf, Eywiller, Gœrlingen, Kirrberg et Rauwiller, repeuplés par des Français ou des Lorrains, de langue romane et de confession calviniste, tandis que le reste du comté était germanophone et luthérien de la confession d'Augsbourg.
Afin de résoudre le conflit entre les ducs de Lorraine et les Nassau, la chambre impériale émit en 1629 un arrêt stipulant que les villes de Bouquenom (Bockenheim) et Sarrewerden, qui relevaient de l'évêque de Metz, seraient attribuées à la Lorraine en vertu de l'inféodation de 1527, tandis que le reste du comté était attribué en franc-alleu aux Nassau ; la décision ne fut cependant pas appliquée tout de suite, et les deux parties se disputèrent le comté ravagé par la guerre, jusqu'à un partage définitif en 1704 ; la situation était rendue encore plus compliquée par la guerre de Trente Ans puis l'impérialisme du roi de France Louis XIV dont le duché de Lorraine, lui-même occupé à plusieurs reprises par les Français, fut une des nombreuses victimes. Le comté eut aussi à souffrir des ambitions du royaume de France sur sa frontière est ; le château de Sarrewerden fut détruit vers 1670, il n'en subsiste que de maigres vestiges.
En 1670, le comte de Nassau profitant des troubles qui ruinaient la Lorraine et de l'absence du duc Charles IV, se mit en possession du comté. Mais le duc de Lorraine - alors en exil- en fit cession à son fils naturel, le prince Henri de Vaudémont, qui le garda plusieurs années. Le duc Charles IV mourut en exil en 1675, son neveu et successeur Charles V, après avoir épousé la soeur de l'empereur et s'être brillement distingué, mourut en exil en 1690. Son fils Léopold Ier de Lorraine fut remis en possession de ses terres par le Traité de Ryswick. Le duc de Lorraine Léopold Ier et le duc François III son fils et successeur, ont possédé la partie du comté qui leur avait été échue en 1629 (Bouquenom, Sarrewerden et Vibersviller) jusqu'en 1735, date à laquelle le duché de Lorraine est donné en viager à Stanislas Leszczynski.
Le comté de Sarrewerden resta cependant, comme d'autres territoires dans la région, sous l'autorité du Saint-Empire romain germanique, bien qu'enclavé en France après les conquêtes de Louis XIV en Alsace (1648) et l'acquisition définitive de la Lorraine par la France en 1766. 
En 1745, François III de Lorraine, devenu grand-duc de Toscane et ayant épousé la fille aînée de l'empereur Charles VI du Saint-Empire, fut élu empereur. Ses fils Joseph II et Léopold II lui succédèrent puis en 1792 le fils de ce dernier François II. Peu après la France révolutionnaire déclara la guerre à l'Europe.

### L'intégration à la France
À l'instar du duc de Lorraine, les Nassau recouvrèrent définitivement leurs possessions grâce au traité de Ryswick en 1697 et créèrent alors sur la Sarre, face à Bouquenom, une nouvelle ville désignée comme Neu-Saarwerden.

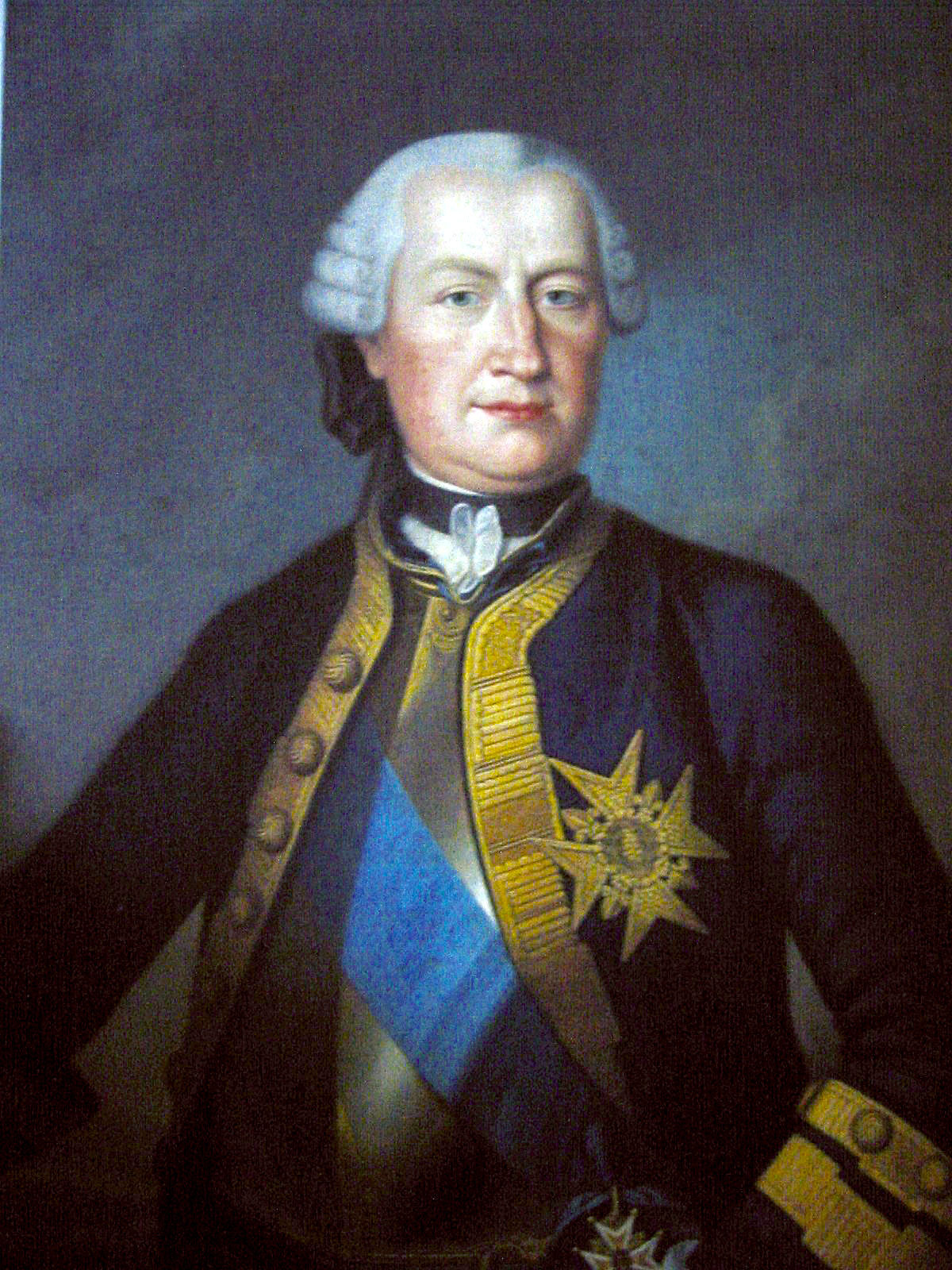
Wilhelm Heinrich prince de Nassau-Sarrebruck (1718-1768).

Le comté en vint à être partagé en trois zones distinctes :
- Bouquenom[C 1] (aujourd'hui, partie de Sarre-Union) passa à la France en 1766 avec les possessions du duché de Lorraine,
- Le bailliage de Neuf-Sarrewerden (en allemand : Neu-Saarwerden), recouvrant la partie septentrionale du comté, composé de onze localités (Burbach[C 2], Eywiller[C 3], Herbitzheim[C 4], Keskastel[C 5], Neusaarwerden[C 6] (aujourd'hui partie de Sarre-Union), Bischtroff[C 7] (aujourd'hui, Bischtroff-sur-Sarre, depuis 1972, partie de Sarrewerden), Rimsdorf[C 8], Schopperten[C 9], Siltzheim[C 10], Vœllerdingen[C 11] et Zollingen[C 12] (depuis 1972, partie de Sarrewerden), appartenant aux princes de Nassau-Weilbourg (en allemand : Nassau-Weilburg) ;
- Le bailliage de Harskirchen (en allemand : Oberamt Harskirchen), recouvrant le reste du comté, composé de vingt-neuf localités, (dont Altwiller[C 13], Baerendorf[C 14], Berg[C 15], Bissert[C 16], Bust[C 17], Butten[C 18], Diedendorf[C 19], Domfessel[C 20], Drulingen[C 21], Eschwiller[C 22], Gœrlingen[C 23], Harskirchen[C 24], Hinsingen[C 25], Hirschland[C 26], Kirrberg[C 27], Lorentzen[C 28], Mackwiller[C 29], Oermingen[C 30], Ottwiller[C 31], Rauwiller[C 32], Rexingen[C 33], Siewiller[C 34], Thal[C 35], Weyer[C 36], Wiler[C 37](depuis 1848, partie de Harskirchen) et Wolfskirchen[C 38]), appartenant aux princes de Nassau-Sarrebruck (en allemand : Nassau-Saarbrücken).

En 1770, le prince de Nassau-Saarbruck céda à la France le village de Carling et les « cantons de forêts ». En échange, le roi fit cession de quelques lieux situés dans le comté de Saarwerden, ceux-ci faisaient partie en 1860 des départements du Bas-Rhin et de la Meurthe.

Les comtés de Sarrewerden (rouge) et de Lützelstein (jaune) en 1789, avec l'enclave française de Bouquenom-Sarrewerden rattachée à la province de Lorraine.

Lorsqu'éclata la Révolution française, le comté, enclave étrangère dans le territoire français, posait au gouvernement Français de Paris le problème des princes possessionnés.
Les communes de Bouquenom et Sarrewerden formaient une enclave française de 1766 à 1789, qui était rattachée au bailliage de Sarreguemines. Elles furent ensuite rattachées au département de la Moselle de 1790 à 1793, pour être finalement transférées au Bas-Rhin.
Dans le courant du mois d'octobre 1792, Nicolas François Blaux, maire catholique de Sarreguemines et député, avait engagé les communes du comté de Saarwerden à demander leur réunion à la France. Excepté cinq communes, toutes les localités donnèrent une suite favorable à cela. Cependant, elles demandaient de ne pas être partagées entre plusieurs districts et/ou départements (ceci pour raison d'orientation de leurs relations économiques). Plus tard, le décret du 14 février 1793 suscita donc un mécontentement parmi la population concernée, car il prévoyait le partage des territoires réunis entre Meurthe, Moselle et Bas-Rhin. Les efforts de M. Blaux pour convaincre les communes récalcitrantes étaient donc plutôt réduits à néant. Et du fait qu'il était hostile au partage, il s'abstint de mettre en place une organisation administrative provisoire. 

Malgré cela, les représentants de la Convention auprès de l'armée du Rhin ont pris un arrêté décidant la création provisoire de 4 cantons administrés par les districts voisins : Sarrebourg pour le canton de Drulingen, Sarreguemines pour le canton de Harskirchen, Bitche pour le canton de Diemeringen et Dieuze pour le canton de Wolfskirchen.
Plus tard, contrairement à ce qu'affirmait M. Blaux, les habitants du comté de Saarwerden n'étaient finalement en réalité pas très fixés sur le département auquel ils souhaitaient appartenir. Les habitants de la partie Est du comté voulaient faire partie du Bas-Rhin ou du district de Bitche, ceux qui étaient proches du district de Dieuze demandaient à faire partie de ce district et la même chose pour ceux qui étaient proches de celui de Sarrebourg : Après la constitution du district de Saarwerden, plusieurs communes du canton de Drulingen ont essayé d'obtenir leur rattachement au district de Sarrebourg.
Dans le même temps, Les habitants du canton de Wolfskirchen ont également fait des démarches pour obtenir de la Convention nationale un décret définitif pour la réunion de leur canton au district de Dieuze.

### Création du district de Sarrewerden dans le Bas-Rhin
Mais les protestants trouvèrent cette situation inconfortable, et obtinrent ensuite le transfert de l'ancien comté de Sarrewerden au Bas-Rhin, mieux accoutumé à la cohabitation entre les deux confessions.
Le 3 frimaire an II (23 novembre 1793), la Convention prit un décret érigeant le pays de Sarrewerden en district du Bas-Rhin.
Ce district comprenait :
- Les communes réunies suivantes :
  - Les communes des bailliages de Neuf-Sarrewerden et de Harskirchen ;
  - La commune d'Asswiller[C 40], correspondant à l'ancienne seigneurie éponyme ;
  - Les communes de Dehlingen[C 41], Diemeringen[C 42] et  Ratzwiller[C 43], formant l'ancienne seigneurie de Diemeringen, de la principauté de Salm ;
- Les autres communes suivantes ;
  - Les communes de Bouquenom et Vieux-Sarrewerden[C 39], distraites du district de Bitche et du département de la Moselle ;
  - Les communes d'Adamswiller[C 44], Bettwiller[C 45], Dieffenbach (aujourd'hui, Tieffenbach)[C 46], Durstel[C 47], Erckartswiller[C 48], Frohmuhl[C 49], Gungwiller[C 50], Hambach (aujourd'hui, Waldhambach[C 51]), Hinsbourg[C 52], Lohr[C 53], Petersbach[C 54], La Petite-Pierre[C 55], Puberg[C 56], Rosteig[C 57], Struth[C 58], Volsbourg (aujourd'hui, Volksberg[C 59]), Weislingen[C 60] et Wingen (aujourd'hui, Wingen-sur-Moder)[C 61], distraites du district de Wissembourg.

## Religion
D'après Dom Calmet, bien que les princes de Nassau fassent profession de la religion protestante, la religion catholique est encore dominante dans leurs états en 1756.
Pendant les Temps modernes, catholiques et protestants y vivaient en bonne entente, tandis que les territoires lorrains environnants étaient majoritairement catholiques.